# Uraria acuminata
Uraria acuminata är en ärtväxtart som beskrevs av Wilhelm Sulpiz Kurz. Uraria acuminata ingår i släktet Uraria och familjen ärtväxter. Inga underarter finns listade i Catalogue of Life.